# Kampfgruppe
 (octobre 2015).

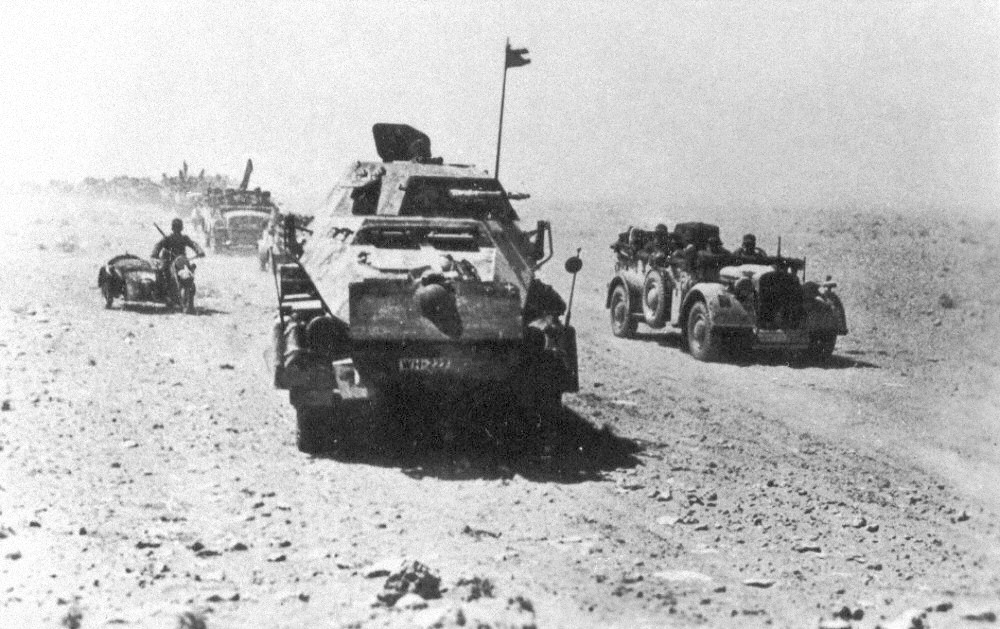
Le Panzerjäger-Abteilung 39 (faisant partie du "Kampfgruppe Gräf", de la 21e Division Panzer) de l'Afrika Korps en mouvement lors de la seconde bataille d’El Alamein. Les véhicules sont un Sd.Kfz. 231 8-rad et d'un side-car de moto.

Un Kampfgruppe (KG, littéralement en français « groupe de combat ») était dans l'usage de l'armée de terre allemande (Heer) durant la Seconde Guerre mondiale un groupement tactique provisoire portant généralement le nom de son commandant. Il est proche dans son esprit du « Combat command »  de l'US Army.
La taille de ces Kampfgruppen pouvait considérablement varier, d'une modeste compagnie à une division. La durée de vie de ces KG n'excédait que rarement un mois.

## Historique
Sur le front (et jusqu'au début de l'année 1945) n'importe quelle division allemande avec ses unités organiques (artillerie, génie, chars, etc.) pouvait être constituée en un ou deux Kampfgruppen pour répondre aux divers impératifs du combat moderne, tels que disposer de réserves, stabiliser le front ou s'adapter à une mission.
L'une des principales caractéristiques des Kampfgruppen était d'être interarmes. Pour la durée de sa mission, on affectait à un officier (supérieur ou général) des unités de combat prises à divers régiments ou bataillons de sa division.
La constitution de ces Kampfgruppen pouvait être aussi rendue nécessaire par une situation d'urgence sur le front ; ceci devint évidemment la règle lors de l'année 1945. À la suite des revers de la Wehrmacht, le temps n'était plus suffisant pour reconstituer l'unité d'origine. Les unités décimées étaient alors rassemblées en Kampfgruppen pour rester opérationnelles le plus longtemps possible. Le livre d'August von Kageneck, La Guerre à l'Est décrit qu'au cours de la retraite du groupe d'armées Centre, le 18e régiment de grenadiers de la Wehrmacht vit son 3e bataillon devenir une simple Kampfgruppe no 3 pour ne pas disparaître. 
Les Kampfgruppen permirent à la Wehrmacht de maintenir sur le front des unités cohérentes et mobiles le plus longtemps possible.

### Taille supérieure à un bataillon
Le plus souvent il s'agissait de KG issues des grandes unités régulières ou de la mise en commun de deux KG plus petits, et à partir de 1945 d'unités de l'armée de remplacement (Ersatzheer) déployées sur le front.

### Taille d'un bataillon
Ces KG étaient surtout formés à partir des restes de divisions malmenées au combat, de bataillons en transfert qui n'avaient pas pu atteindre leur division d'origine, ou encore d'unités de sécurité ou du personnel des écoles militaires qui se trouvaient au front dans les derniers mois du conflit. Ces KG ne conservaient rarement leur indépendance plus de deux ou trois semaines et leur armement était généralement limité à des armes légères (fusils et mitrailleuses) avec quelques armes antichars (Panzerfaust).

### Taille d'une compagnie
Ces KG étaient le plus souvent les restes de compagnies autres que de l'infanterie qui avaient été coupées de leurs unités ou bien des soldats perdus à l'arrière et réorganisés en unités de combat par leurs officiers. Quelques KG de petite taille furent cependant formés à dessein pour des missions d'assaut bien spécifique.

### Dénomination desKampfgruppen
Les Kampfgruppen portaient soit le nom de leur commandant, soit celui de leurs unités d'origine. Ainsi, la Kampfgruppe Peiper était une formation blindée de la taille d'une brigade commandée par le SS-Standartenführer Joachim Peiper et qui a pris part à la bataille des Ardennes fin 1944.